# Paroplites australis
Paroplites australis är en skalbaggsart som först beskrevs av Wilhelm Ferdinand Erichson 1842.  Paroplites australis ingår i släktet Paroplites och familjen långhorningar. Inga underarter finns listade i Catalogue of Life.